# Wolfgang Warsch
Wolfgang Warsch (Steyr, 19 febbraio 1980) è un biologo e autore di giochi austriaco. 
Come biologo molecolare, lavora nel campo della ricerca sul cancro e ha ricevuto diversi premi e una borsa di studio per il suo lavoro. I suoi giochi da tavolo Ciarlatani di Quedlinburgo, The Mind e Optimus, pubblicati nel 2018, sono stati tutti nominati per i prestigiosi premi Spiel des Jahres o Kennerspiel des Jahres nello stesso anno, Ciarlatani di Quedlinburgo ha vinto il premio Kennerspiel des Jahres.

## Biografia
Wolfgang Warsch è cresciuto a St. Pantaleon nel distretto di Amstetten nel sud-ovest della Bassa Austria. Si è laureato in genetica e microbiologia all'Università di Vienna. Successivamente ha studiato all'Università di Medicina di Vienna e poi all'Istituto di Farmacologia e Tossicologia dell'Università di Medicina Veterinaria di Vienna, dove ha studiato il ruolo della via di segnalazione JAK-STAT nella leucemia mieloide cronica nel laboratorio di Veronika Sexl. Ha conseguito il dottorato nel 2012 e nell'autunno dello stesso anno si è trasferito con la moglie al Cambridge Institute for Medical Research in Inghilterra, dove ha lavorato fino ad aprile 2016, tra l'altro, allo sviluppo di un nuovo metodo di screening per le chinasi essenziali nelle linee cellulari tumorali, grazie anche alla borsa di studio Erwin Schrödinger, che ha ricevuto nel 2014. Dal suo ritorno dall'Inghilterra nel 2016, ha lavorato presso il Centro di ricerca CeMM per la medicina molecolare dell'Accademia austriaca delle scienze e presso l'Istituto di farmacologia e tossicologia dell'Università di medicina veterinaria a Vienna.
Wolfgang Warsch sviluppa giochi nel suo tempo libero: ha iniziato a farlo intorno ai 20 anni di età, cercando di trasformare il gioco del biliardo in un gioco da tavolo.
Nel 2012 ha firmato il suo primo contratto per lo sviluppo di un gioco e nel 2015 Zoch Verlag pubblica il suo primo gioco Dream Team, seguito nel 2016 da Shadow Master dall'editore Piatnik.
Dopo una pausa, in concomitanza con la Fiera del giocattolo di Norimberga del 2018, i giochi Illusion e The Mind vengono pubblicati da Nürnberger-Spielkarten-Verlag (NSV), Ciarlatani di Quedlinburgo e Optimus da Schmidt Spiele. Nello stesso anno, The Mind viene nominato per il premio Spiel des Jahres mentre Ciarlatani di Quedlinburgo e Optimus per il premio Kennerspiel des Jahres, facendo di Warsch il primo autore di giochi nella storia del premio con tre nomination nello stesso anno.
Warsch ha due figli e vive a Vienna.

## Premi e riconoscimenti

### Premi per i giochi da tavolo
Molti dei giochi di Warsch sono stati nominati o premiati per premi di gioco:
- Spiel des Jahres
  - 2018 - The Mind: gioco nominato;
- Kennerspiel des Jahres
  - 2018: Ciarlatani di Quedlinburg: gioco vincitore;
  - 2018: Optimus: gioco nominato;
- Premio À la Carte
  - 2018 - The Mind: 3º classificato;
- Deutscher Spiele Preis
  - 2019 - Le taverne di Valfonda: 2º classificato;

## Ludografia
- 2015 - Dream Team
- 2018 - Illusioni
- 2018: Ciarlatani di Quedlinburgo
- 2018 - Optimus
- 2018 - Fuji
- 2018 - Brikks
- 2018 - The Mind
- 2019 - Ciarlatani di Quedlinburgo: Le streghe delle erbe (estensione)
- 2019 - Optimus 2
- 2019 - Le Taverne di Valfonda
- 2019 - Subtext
- 2019 - Wavelenght
- 2020 - Ciarlatani di Quedlinburgo: Gli Alchimisti (estensione)
- 2021 - Le Taverne di Valfonda: Camere Libere (estensione)